# Keith Jennings
Keith Russell Jennings (Culpeper, 2 novembre 1968) è un ex cestista e allenatore di pallacanestro statunitense, professionista nella NBA e in Europa.
Keith Jennings è considerato uno dei giocatori più bassi di sempre ad aver giocato in NBA, alto solo 1,70m.

## Palmarès

### Individuale
- NCAA AP All-America Third Team (1991)
- USBL All-Defensive Team (1991)
- USBL All-Rookie Team (1991)
- LNB Pro A MVP straniero: 1

Le Mans: 1998-1999